# Estrid Svendsdatter
Estrid Svendsdatter de Dinamarca, también escrito como Estrith o Astrith (Roskilde, 990/997-Roskilde, 1057/1073), fue una princesa danesa y reina titular de Dinamarca, princesa rusa por matrimonio, y posiblemente duquesa consorte de Normandía. Era la hija del rey Svend I de Dinamarca y probablemente de Gunhilda de Wendia, así como la hermana del rey Canuto II de Dinamarca. Estrid fue la madre del futuro rey Svend II de Dinamarca, y de Beorn Estridson. La dinastía que gobernó Dinamarca de 1047 a 1412 fue llamada Estridsson en honor a Estrid. Aunque nunca llegaría a reinar o a ser la esposa de un rey, era considerada reina en Dinamarca durante el reinado de su hijo.
Según otros investigadores, los padres de Estrid eran Svend I y de Sigrid la Altiva, que a su vez era hija de Skagul Toste. Olaf Skötkonung, hijo de Sigrid y Erico el Victorioso, podría haber sido medio-hermano de Estrid, lo que haría que Canuto II y Harald II de Dinamarca fueran sus medios-hermanos como hijos de Svend I y de Gunhilda de Wendia, hija del príncipe Miecislao I de Polonia.

## Biografía
Estrid nació alrededor del año 990 o alrededor de 997. En 1014 su padre, Svend I, falleció. Se cree que estuvo casada brevemente con un príncipe ruso (quizás Vsevolod, príncipe de Volodímir-Volinski, hijo del gran príncipe de Kiev, Vladimiro I el Grande), que falleció en la guerra de la Rus' de Kiev después de la muerte del gran príncipe en 1015.
Después de que su hermano, Canuto II, se convirtiera en rey de Inglaterra, él arregló un matrimonio entre Estrid y Roberto, hijo del duque Ricardo II de Normandía. Se desconoce si este matrimonio llegó a concretarse. Rodolfus Glaber en su Historiarum libri quinque, escribió que una hermana desconocida de Canuto II contrajo matrimonio con Roberto de Normandía, pero Adán de Bremen informa un matrimonio entre Estrid (él la llamaba Margarita) y Ricardo II, indicando que después de que él se fuera a Jerusalén, ella se casó con el jarl Ulf Thorgilsson; Ricardo nunca fue a Jerusalén, pero Roberto sí.  Las fuentes normandas no mencionan el matrimonio de Estrid con ninguno de los dos duques, y los historiadores discrepan sobre si se trató de un matrimonio breve, un compromiso, o el resultado de una confusión.
Canuto II arregló un matrimonio para Estrid con Ulf Thorgilsson, jarl de Orkney. En 1026, Ulf fue asesinado por el orden de Canuto. Es posible que el asesinato haya sido llevado a cabo con el consentimiento de Estrid. Ella no perdió la confianza de su hermano, y este le concedió vastas tierras. Estrid le brindó a su hijo, Svend, una educación religiosa, hizo donaciones a la iglesia y se cree que fundó la primera iglesia hecha de piedra en Dinamarca, la catedral de Roskilde. Apoyó la lucha de su hijo para obtener el trono danés.
En 1047, su hijo se convirtió en rey de Dinamarca como Svend II debido a los orígenes daneses de su madre, y de ahí en más fue conocido con el matronímico Sven Estridssen ('hijo de Estrid'). A Estrid se le concedió el título honorario de reina (no reina madre), el mismo título normalmente reservado para la esposa del rey, y fue conocida como "reina Estrid" a pesar del hecho de que nunca reinó en Dinamarca y tampoco fue la esposa de un rey.  La creencia de que a Svend II se le ofreció la Corona inglesa como sucesor del rey Eduardo el Confesor es errónea. La hermana de Ulf Thorgilsson, Gytha, se casó con el conde Godwin de Wessex, lo que le dio a su familia una posición firme en la política anglo-escandinava.
La fecha de la muerte de Estrid es desconocida, pero se cree que no pudo haber fallecido antes de 1057 o después de 1073, ya que el obispo Guillermo de Roskilde ofició en su funeral, habiendo ejercido como obispo entre 1057 y 1073.

## Entierro
Por mucho tiempo se ha asumido que Estrid fue enterrada en el pilar nororiental de la catedral de Roskilde, pero una prueba de ADN en 2003 disipó este mito ya que los restos pertenecieron a una mujer demasiado joven para ser Estrid. La nueva teoría es que el grabado en el pilar hace referencia a Margarita Hasbjörnsdatter, que también era conocida como Estrid, esposa del rey Harald III de Dinamarca, hijo de Svend II.